# 2026年世界棒球經典賽複賽第二組

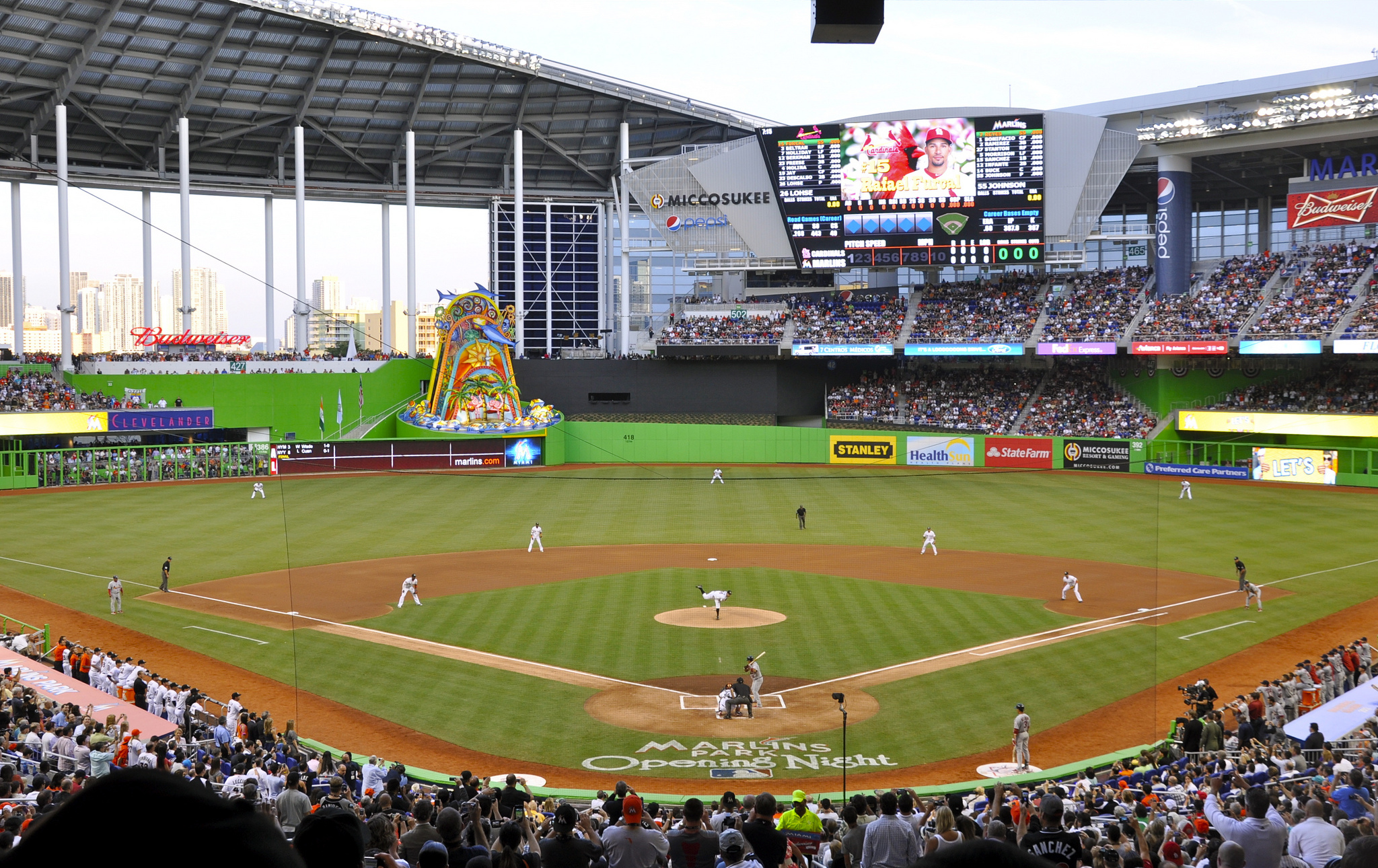
龍帝霸公園球場

2026年世界棒球經典賽複賽第二組是於2026年3月13日至3月14日期間，在美国迈阿密龍帝霸公園球場舉行的賽事。C組與D組前兩名的四隊以單敗淘汰制進行比賽，獲勝的球隊將晉級決賽。

## 賽事結果
- 所有時間皆為美國東部夏令時間（UTC-4）。

| 半準決賽                 | 半準決賽                 |
| ------------------------ | ------------------------ |
| C組第二名 D組第一名 比分 | D組第二名 C組第一名 比分 |

### C組第二名 vs. D組第一名
| C組第二名  |
| D組第一名  |
| 比賽總記錄 |

### D組第二名 vs. C組第一名
| D組第二名  |
| C組第一名  |
| 比賽總記錄 |